# Martha Liebermann

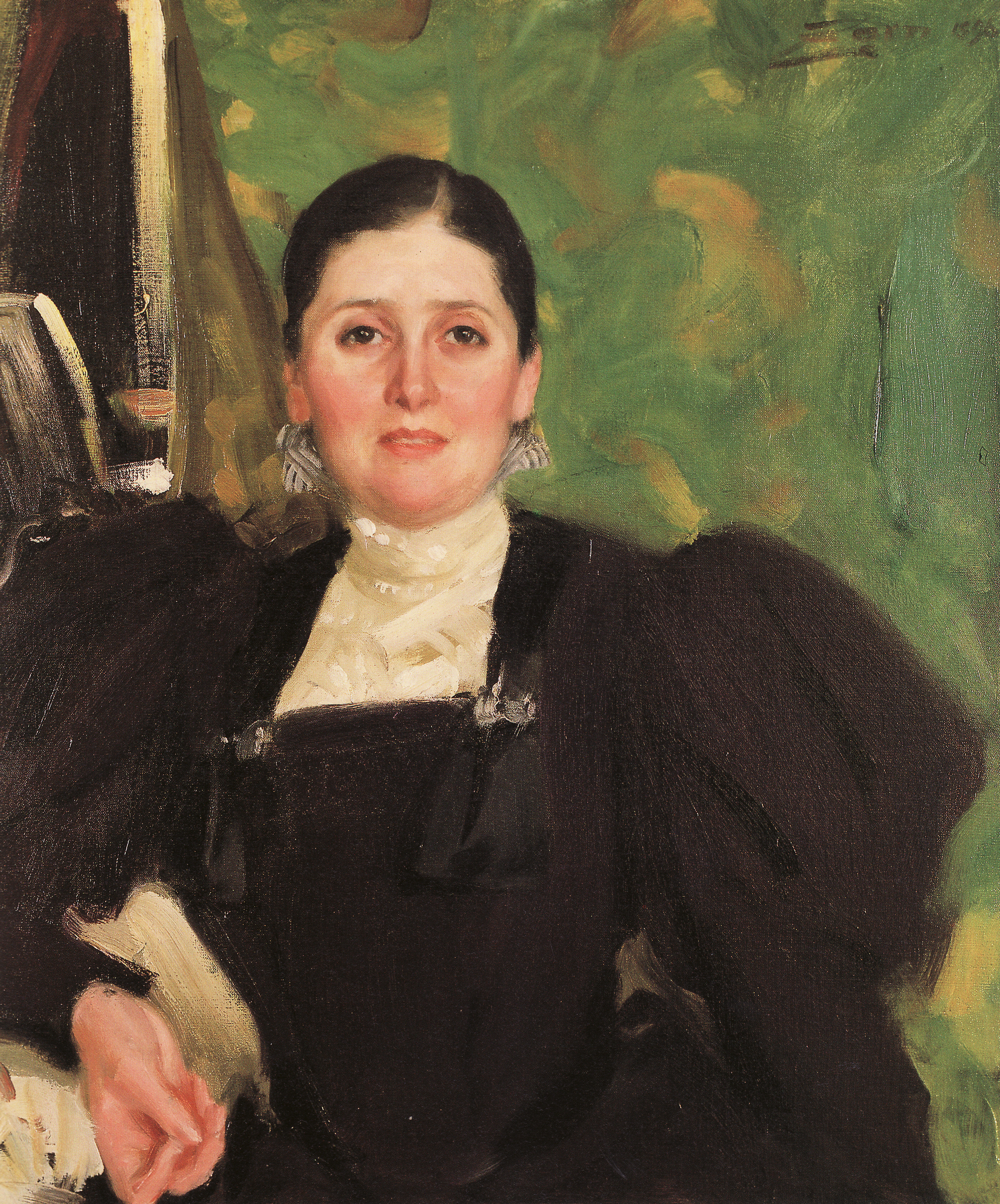
Anders Zorn, Porträt Martha Liebermann, 1896

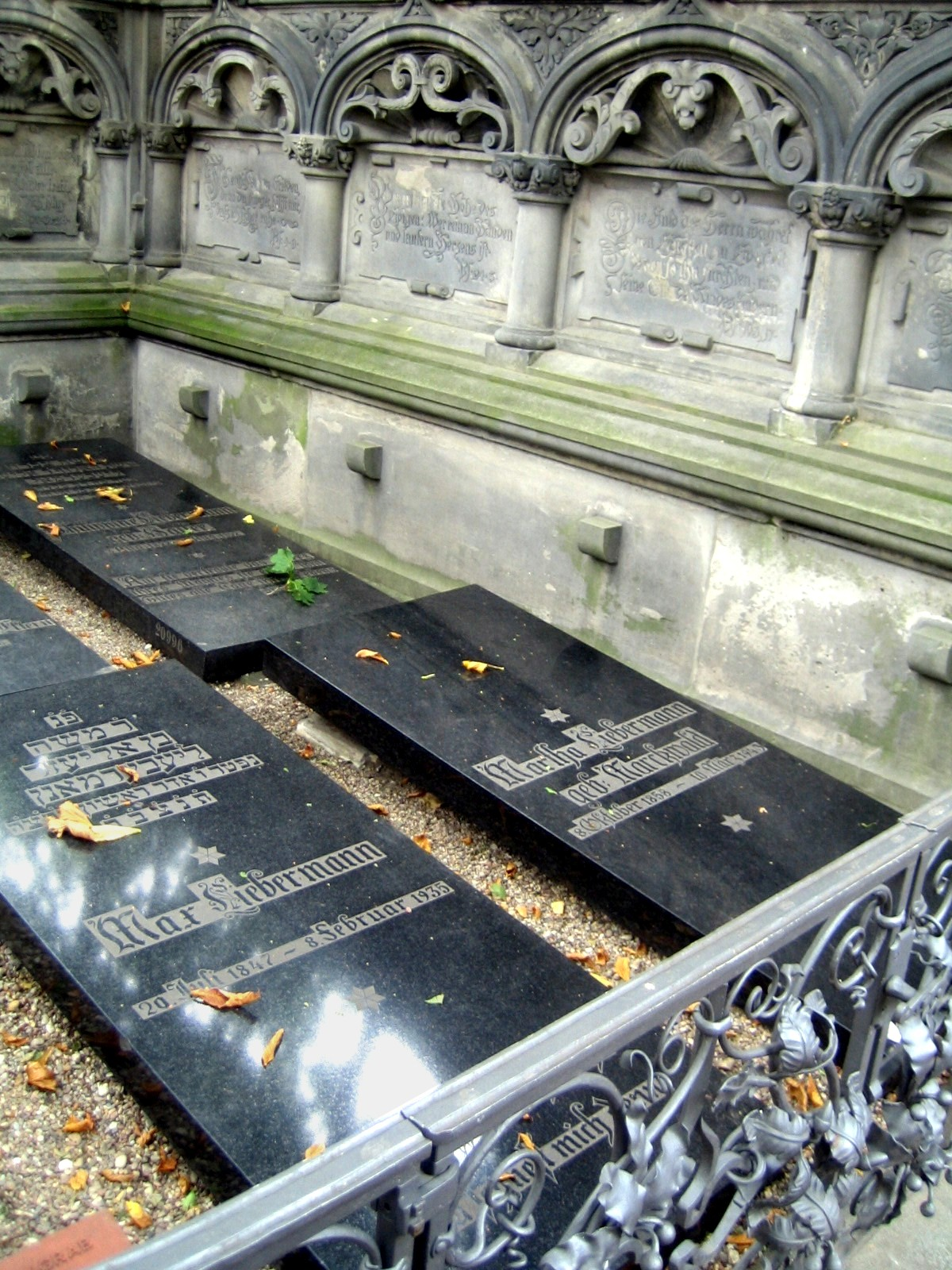
Familiengrab der Liebermanns auf dem jüdischen Friedhof Schönhauser Allee

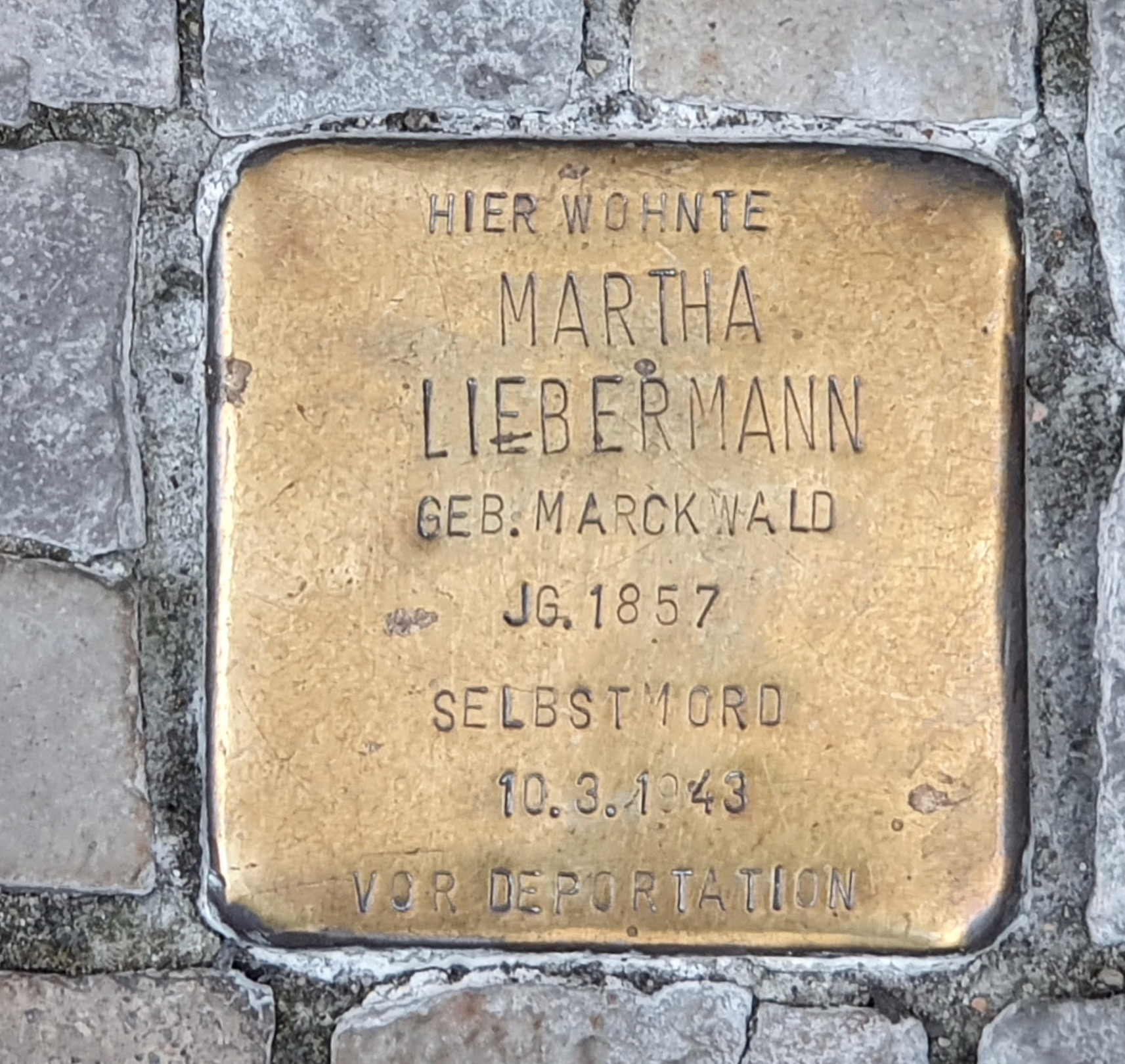
Stolperstein Martha Liebermann am Pariser Platz 7

Martha Liebermann (* 8. Oktober 1857 als Martha Marckwald in Berlin; † 10. März 1943 ebenda) war die Ehefrau des Malers Max Liebermann. Ihre Grabplatte weist als Geburtsjahr 1858 aus. Sie beging am Tage vor ihrer geplanten Deportation in das KZ Theresienstadt Suizid.

## Leben

### Herkunft
Martha Liebermann war das vierte Kind von Ottilie und Heinrich Benjamin Marckwald, der eine Wollhandlung in Berlin führte. Sie wuchs mit vier Geschwistern in den wohlhabenden Verhältnissen einer jüdischen Kaufmannsfamilie in Berlin auf. Nach dem Tod von Martha Liebermanns Vater im Jahr 1870 wurde Louis Liebermann, der Vater von Max Liebermann, Vormund für die Marckwald-Kinder.
Aus der Verbindung der Familien Marckwald und Liebermann gingen zwei Ehen hervor. Zunächst heiratete Martha Liebermanns ältere Schwester Elsbeth den Unternehmer Georg Liebermann, den älteren Bruder von Max. Am 14. September 1884 heirateten Martha und Max Liebermann.

### Ehe mit Max Liebermann
Im August 1885 wurde Käthe Liebermann, das einzige Kind von Martha und Max Liebermann, geboren. Im Jahr 1892 bezog die Familie die zweite Etage des Palais der Familie Liebermann am Pariser Platz 7.
Im Jahr 1904 erkrankte Martha Liebermann an Brustkrebs. Nachdem James Israel, Chefarzt des jüdischen Krankenhauses, Martha Liebermann operiert hatte, überwand sie die Erkrankung. 1910 bezog die Familie das von Paul Baumgarten neu errichtete Sommerhaus am Wannsee, die Liebermann-Villa.

### Verfolgung durch die Nationalsozialisten und Tod
Am 8. Februar 1935 starb Max Liebermann im Haus am Pariser Platz.
Im selben Jahr zog Martha Liebermann in eine Wohnung in der Graf-Spee-Straße 23 (heute: Hiroshimastraße) im benachbarten Tiergartenviertel (damals: Berlin W35.). Durch die Verfolgung und Enteignung der Juden im nationalsozialistischen Deutschland wurden Martha Liebermann im Laufe der Jahre ihre beiden Häuser am Pariser Platz und am Wannsee genommen sowie fast ihr gesamtes Vermögen.
Im Jahr 1940 wurde Martha von den Nationalsozialisten gezwungen, die Villa unter Verkehrswert an die Reichspost zu verkaufen; der Verkaufspreis wurde ihr zudem nie ausbezahlt.
Nach den Novemberpogromen von 1938 verließ die Tochter von Martha Liebermann, Käthe, mit ihrer Tochter Maria und ihrem Mann Kurt Riezler Deutschland und emigrierte in die USA.
Ab 1941 versuchte auch Martha Liebermann in die Schweiz oder nach Schweden auszureisen. Die Emigration scheiterte auch an den hohen finanziellen Forderungen der Nationalsozialisten, die versuchten, auf Kosten der Witwe des weltberühmten Malers Max Liebermann Devisen von ihren ausländischen Helfern, dem Kunsthändler Walter Feilchenfeldt und dem Sammler Oskar Reinhart, zu erpressen. Im März 1942 versuchte Prinz Eugen von Schweden, eine Ausreisegenehmigung in die USA für Martha Liebermann zu erwirken; dieses Anliegen wurde von Carl Eduard von Sachsen-Coburg-Gotha ohne weitere Schritte an Reinhard Heydrich weitergeleitet.
Als am Morgen des 5. März 1943 ein Kriminalbeamter Martha Liebermann zum Abtransport in das KZ Theresienstadt abholen wollte, lag sie im Koma. Sie hatte eine Überdosis Veronal genommen, um sich der Deportation zu entziehen. Sie starb am 10. März im Jüdischen Krankenhaus Berlin.
Da der Jüdische Friedhof Schönhauser Allee, auf dem ihr Mann begraben liegt, von den Nationalsozialisten beschlagnahmt war, wurde Martha Liebermann auf dem Jüdischen Friedhof Berlin-Weißensee begraben. Am 11. Mai 1954 wurde sie auf den Jüdischen Friedhof Schönhauser Allee überführt und an der Seite ihres Ehemannes beigesetzt.

## Erinnerung
Martha Liebermann ist ein Stolperstein vor dem Max-Liebermann-Haus auf dem Pariser Platz gewidmet.

## Film
- Martha Liebermann – Ein gestohlenes Leben (D, 2022) mit Thekla Carola Wied in der Titelrolle